# Łopateczka mchowa
Łopateczka mchowa (Muscinupta laevis (Fr.) Redhead, Lücking & Lawrey) – gatunek grzybów z klasy pieczarniaków (Agaricomycetes).

## Systematyka i nazewnictwo
Pozycja w klasyfikacji według Index Fungorum: Muscinupta, Incertae sedis, Hymenochaetales, Agaricomycetidae, Agaricomycetes, Agaricomycotina, Basidiomycota, Fungi.
Po raz pierwszy takson ten zdiagnozował w 1821 r. Elias Fries nadając mu nazwę Cantharellus laevis. Obecną nazwę nadali mu w 2009 r. Scott Alan Redhead, Robert Lücking i James D. Lawrey, przenosząc go do utworzonego przez siebie nowego rodzaju Muscinupta. Jest to takson monotypowy.
Synonimy naukowe:

- Arrhenia muscigena (Pers.) Quél.
- Auricularia muscigena (Pers.) Mérat
- Calyptella muscigena (Pers.) Quél.
- Cantharellus laevis Fr.
- Chaetocypha muscigena (Pers.) Kuntze
- Cyphella laevis (Fr.) S. Lundell
- Cyphella muscigena (Pers.) Fr.
- Cyphellostereum laeve (Fr.) D.A. Reid 1965
- Lachnella muscigena (Pers.) G. Cunn.
- Leptoglossum laeve (Fr.) W.B. Cooke
- Stereophyllum boreale P. Karst.
- Stereum boreale (P. Karst.) Sacc.
- Thelephora muscigena Pers.

Polską nazwę podał Władysław Wojewoda w 2003 r. W polskim piśmiennictwie mykologicznym gatunek ten opisywany był też jako kielisznik naziemny, kielisznik gładki i mszarnik gładki. Wszystkie polskie nazwy są niespójne z aktualną nazwą naukową.

## Występowanie i siedlisko
W Polsce gatunek rzadki. Znajduje się na Czerwonej liście roślin i grzybów Polski. Ma status E – gatunek wymierający. W literaturze mykologicznej do 2003 r. opisano tylko 2 jego stanowiska: na Pogórzu Wiśnickim i w Międzyrzeczu Podlaskim. Znajduje się na listach gatunków zagrożonych także w Austrii, Szwajcarii, Holandii.
Występuje na torfowiskach i podmokłych łąkach, w młodych lasach iglastych, zwłaszcza pod topolą osiką oraz na śródleśnych łąkach i polanach wśród mchów (głównie płonniki i żurawiec falisty). Owocniki wytwarza od marca do kwietnia. Saprotrof.